# Distinguished Flying Cross (États-Unis)
Pour les articles homonymes, voir Distinguished Flying Cross (Royaume-Uni) et DFC.
La Distinguished Flying Cross (« croix du service distingué dans l'aviation »), ou DFC, est une décoration américaine récompensant les aviateurs.
La DFC américaine est créée le 2 juillet 1926. Elle récompense « l'héroïsme et les réussites extraordinaires réalisées en vol aérien ». Cette décoration est aussi bien civile que militaire.

## Historique

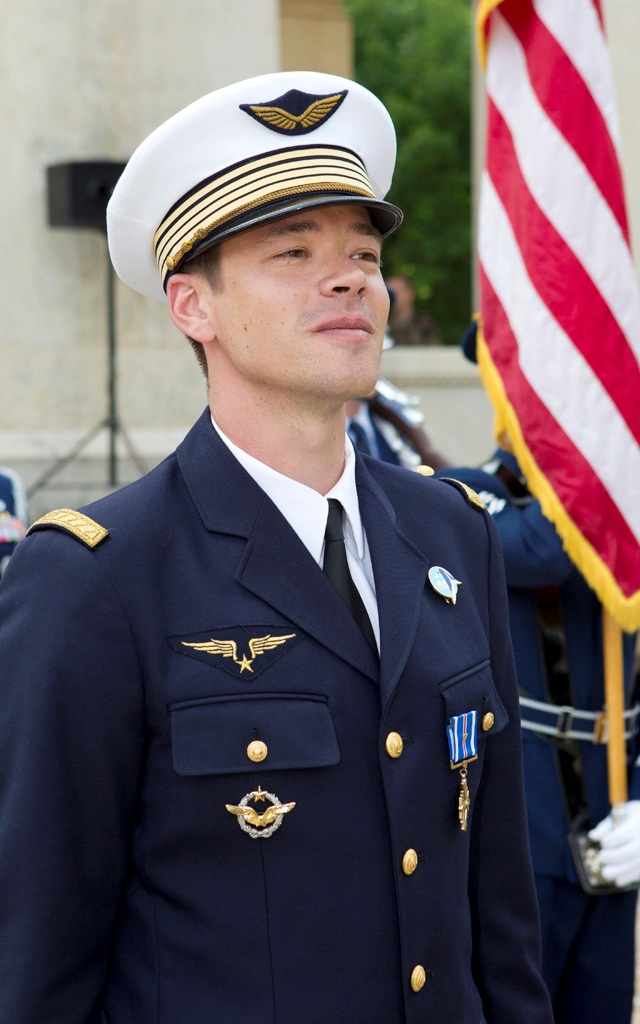
Le commandant Guillaume Vernet de l'armée de l'air française après avoir reçu la Distinguished Flying Cross with Valor de la part du chef d'état major de l'USAF Norton Schwartz le 13 juillet 2011 à la suite de son action en Afghanistan dans le cadre d'une action de secours.

Les premiers récipiendaires de la DFC le 2 mai 1927 sont 10 aviateurs militaires (dont deux à titre posthume) pour leur raid US Army Pan American Goodwill Flight, effectué en Amérique du Sud du 21 décembre 1926 au 26 février 1927. Ceux-ci reçoivent seulement un brevet de la DFC puisque la médaille n'avait pas encore été créée. Le premier décoré à recevoir la médaille de la DFC est Charles Lindbergh le 11 juin 1927, pour sa traversée de l'Atlantique en solo des 20 et 21 mai 1927.
À titre exceptionnel, la DFC a pu être accordée pour des actions aériennes remontant à la Première Guerre mondiale, à condition que le titulaire ait alors été proposé à l'obtention de la Medal of Honor ou de la Distinguished Service Cross. Des aviateurs étrangers, membres de forces militaires alliées des États-Unis, peuvent également recevoir la DFC en temps de guerre.
La DFC est une croix pattée en bronze décorée d'une hélice à quatre pales. Elle est suspendue à un ruban bleu strié de blanc et de rouge. Les attributions multiples de la DFC sont symbolisées par des feuilles de chêne en bronze ou des étoiles en or, accrochées sur le ruban.